# Ocypus ophthalmicus
Ocypus ophthalmicus ist ein Käfer aus der Familie der Kurzflügler (Staphylinidae).

## Merkmale
Die Käfer sind 15–23 mm lang. Kopf und Halsschild sind blauschwarz gefärbt, die Flügeldecken türkis blau metallschimmernd. Hinterleib, Beine und Fühler sind schwarz. Das 8. und 9. Fühlerglied ist deutlich länger als breit.

## Verbreitung
Die Käferart ist in der Paläarktis verbreitet. In Europa ist sie weit verbreitet und kommt auch in England und in Skandinavien vor. Nach Süden reicht das Vorkommen bis nach Nordafrika, nach Osten in den Nahen Osten und bis nach Ost-Asien.

## Lebensweise
Die xerophile Käferart bevorzugt als Lebensraum sandige Mischwälder, Heide sowie Trocken- und Halbtrockenrasen. Die hauptsächlich nachtaktiven Käfer ernähren sich räuberisch von Würmern, Schnecken und Kleininsekten. Man beobachtet sie von April bis Oktober. Bei Gefahr richten die Käfer ihren Hinterleib drohend nach oben.

## Taxonomie
Die Art wurde von Giovanni Antonio Scopoli 1763 als Staphylinus ophthalmicus erstbeschrieben.
In der Literatur finden sich außerdem noch folgende weitere Synonyme:
- Staphylinus atrocoerulescens Goeze, 1777
- Staphylinus azurescens Mannerheim, 1830
- Staphylinus coerulescens Goeffroy, 1785
- Staphylinus cyaneus Paykull, 1789
- Ocypus cyanochloris Hochhuth, 1849
- Staphylinus hypsibatus Bernhauer, 1899
- Staphylinus mordax Block, 1799
- Staphylinus rugifrons Runde, 1835
- Staphylinus subcyaneus Heer, 1839

Die Art wird in mindestens folgende Unterarten gegliedert:
- Ocypus ophthalmicus atrocyaneus Fairmaire, 1860 – in West- und Südwest-Europa
- Ocypus ophthalmicus balearicus (J. Müller, 1926) – auf den Balearen
- Ocypus ophthalmicus benoiti Drugmand, 1998 – in Spanien
- Ocypus ophthalmicus brigitteae Drugmand, 1998 – auf Korsika
- Ocypus ophthalmicus ophthalmicus (Scopoli, 1763)
- Ocypus ophthalmicus rodopensis Coiffait, 1971 – in Bulgarien